# Шван, Ивианн
Ивианн Шван (англ. Ivyann Schwan; род. 14 ноября 1983, Сиэтл) — американская актриса, певица и модель, в детстве сыгравшая Пэтти Хаффнер в культовом фильме «Родители» (1989), а также Трикси в фильме «Трудный ребёнок 2» (1991) и с тех пор не снимавшаяся в кино. Много снимается в рекламе и записывает музыкальные альбомы под сценическим именем Ивианн.

## Биография
Ивианн была на сцене в таких постановках, как «Чудо на 34-й улице» и «Звуки музыки», один критик сказал, что она была настоящей актрисой. Она занята в течение последних нескольких лет в моделирования газет и журналов, рекламы и телевизионных рекламных роликов для таких фирм, как JC Penney и Kellogs Rice Krispies и выступает с Олимпийским чемпионом мира по фигурному катанию в Sun Valley, штат Джорджия. Она находится в студии несколько раз в году в Орландо, штат Флорида, работая с Фредом Франк в своей Roadshow Music Corporation. Наибольшее достижение в её певческой карьере — приглашение петь национальный гимн США, открывая телевизионной сезон игры в баскетбол за «Сиэтл Суперсоникс». Дебютный альбом Ивианн называется «Daisies», он был выпущен в 2000 году.
Имеет 5 номинаций на премию «Молодой актёр» (1992, 1994, 1995, 1996, 1997).
В 2012 году у Ивианн родился сын.

## Фильмография
| Год       |   | Русское название          | Оригинальное название     | Роль          |
| --------- | - | ------------------------- | ------------------------- | ------------- |
| 1989      | ф | Родители                  | Parenthood                | Пэтти Хаффнер |
| 1990—1991 | с | Родители                  | Parenthood                | Пэтти Мэррик  |
| 1991      | ф | Трудный ребёнок 2         | Problem Child 2           | Трикси Янг    |
| 1993      | с | Билл Най — научный парень | Bill Nye, the Science Guy | Ивианн        |